# 井上港人
井上 港人（いのうえ みなと、1999年12月26日 - ）は、日本の歌手、ラッパーで、日台ダンスボーカルグループ・BUGVELのメンバー。BUGVELとしての活動名は、MINATO（ミナト）。滋賀県出身。JB Entertainment、Future Passport所属。

## 略歴
滋賀県出身。中学生の時にケーブルテレビで流れていたMVをみてBTSに憧れ、アーティストを志す。
2019年、大学生の時に公開オーディション番組『PRODUCE 101 JAPAN』に出演した。どのバトルでも希望するセンターになる事が出来なかったが、コンセプトバトルではラッパーポジションにて見事1位に選ばれグループの勝利に大きく貢献し、ファイナルに進出。最終順位は18位。
2020年10月30日にBUGVELの結成を発表し、2022年3月30日にデビューシングル「bad guy」でデビュー。同年6月、ORβIT、HICO、BUGVELによる音楽ユニットDream Gateに参加。
2022年12月26日、2023年3月から銀座・博品館劇場で上演される舞台『ラストアンコール～死者の夜明け～』で、主演・大牙役を務めることが発表された。
2023年11月26日、2024年1月から東京都ザ・ポケットで上演される舞台『僕らが鎌倉に来たのは、ただしらす丼を食べるため』にて、ひよこ役で初の3人芝居に挑戦する事が発表された。

## 人物
- BUGVELではラップを担当し[7]、作詞にも携わっている。
- チャームポイントは、「滑舌の悪さ」[7]。
- 趣味は、ダンス、ビリヤード、サーフィン。特技は、ダンス（スタイルヒップホップ、クランプ、スワッグ、ロック）、ビリヤード[8]。
- BUGVELのメンバーの中では最年長であり、グループの自己紹介曲「NICE TO MEET U」では　筋肉が好きな事と「男気溢れる頼れる兄。全球フルスイングロートンラッパー情熱溢れ会場も巻き込む」と紹介されている。
- BUGVELの中での公式グループキャラクターではネコの「みなにゃん」担当。

## 作品

### 参加楽曲

#### PRODUCE 101 JAPAN
- 「ツカメ 〜It's Coming〜」 - 『ツカメ 〜It's Coming〜』収録
- 「クンチキタ」 - 『PRODUCE 101 JAPAN - 35 Boys 5 Concepts』収録（「クンチキタンポポ」名義）
- 「GrandMaster」 - 『PRODUCE 101 JAPAN - FINAL』収録
- 「さよなら青春」 - 『PRODUCE 101 JAPAN - FINAL』収録

## 出演

### 舞台
- 『ラストアンコール～死者の夜明け～』 - 主演・大牙 役（2023年3月～4月）[5]
- 『僕らが鎌倉に来たのは、ただしらす丼を食べるため』 - ひよこ 役（2024年1月）[9]
- 『バンブー・サマー2024』　- ゲスト出演　（2024年3月）[10]
- 『千夜星霜〜商人アンヘルトの宴は砂に歌う〜』 - アンヘルト 役（2024年8月）[11]
- 『ひと』 - 篠宮剣 役（2024年12月）[12]

### ミュージックビデオ
- 「TYPE」 - Novel Core（2024年10月18日）

### 配信番組
- 松井勇歩 公式チャンネル「笑売繁盛」#6 [13]（2024年4月 - ニコニコチャンネル+）